# Kalkhorst
Kalkhorst är en Kommun i Landkreis Nordwestmecklenburg i det tyska förbundslandet Mecklenburg-Vorpommern. Kalkhorst nämns första gången i ett dokument från år 1222.
Kommunen ingår i kommunalförbundet Amt Klützer Winkel tillsammans med kommunerna Boltenhagen, Damshagen, Hohenkirchen, Klütz och Zierow.

## Ortsteile
Kalkhorst har tio Ortsteile: Borkenhagen, Brook, Dönkendorf, Elmenhorst, Groß Schwansee, Hohen Schönberg, Klein Pravtshagen, Klein Schwansee, Neuenhagen och Warnkenhagen.